# Kommunalwahlen in Italien 1951
Die Kommunalwahlen in Italien 1951 fanden am 27.–28. Mai und am 10.–11. Juni statt.

## Wahlergebnisse der Provinzhauptstädte

### Alessandria
| Listen                      | Listen                                                                   | Stimmen | %    | Mandate |
| --------------------------- | ------------------------------------------------------------------------ | ------- | ---- | ------- |
|                             | Partito Comunista Italiano                                               | 13.775  | 26,2 | 13      |
| Partito Socialista Italiano | 12.860                                                                   | 24,5    | 13   |         |
| ↳ Gesamt                    | 26.635                                                                   | 50,7    | 26   |         |
|                             | Democrazia Cristiana                                                     | 14.677  | 27,9 | 8       |
| Partito Liberale Italiano   | 2.697                                                                    | 5,1     | 1    |         |
| ↳ Gesamt                    | 17.374                                                                   | 33,0    | 9    |         |
|                             | Partito Socialista dei Lavoratori Italiani – Partito Socialista Unitario | 5.844   | 11,1 | 3       |
|                             | Movimento Sociale Italiano                                               | 2.730   | 5,2  | 2       |
| Gesamt                      | Gesamt                                                                   | 52.583  | 100  | 40      |
|                             |                                                                          |         |      |         |
| Ungültige Stimmen           | Ungültige Stimmen                                                        | 2.720   | 4,9  |         |
| Wähler                      | Wähler                                                                   | 55.303  | 89,7 |         |
| Wahlberechtigte             | Wahlberechtigte                                                          | 61.675  |      |         |

### Asti
| Listen                                     | Listen                                                   | Stimmen | %    | Mandate |
| ------------------------------------------ | -------------------------------------------------------- | ------- | ---- | ------- |
|                                            | Democrazia Cristiana                                     | 13.694  | 42,6 | 18      |
| Partito Socialista dei Lavoratori Italiani | 3.679                                                    | 11,5    | 5    |         |
| Partito Liberale Italiano                  | 2.044                                                    | 6,4     | 3    |         |
| ↳ Gesamt                                   | 19.417                                                   | 60,4    | 26   |         |
|                                            | Partito Comunista Italiano – Partito Socialista Italiano | 10.506  | 32,7 | 12      |
|                                            | Partito dei Contadini d’Italia                           | 2.207   | 6,9  | 2       |
| Gesamt                                     | Gesamt                                                   | 32.130  | 100  | 40      |
|                                            |                                                          |         |      |         |
| Ungültige Stimmen                          | Ungültige Stimmen                                        | 2.755   | 7,9  |         |
| Wähler                                     | Wähler                                                   | 34.885  | 90,8 |         |
| Wahlberechtigte                            | Wahlberechtigte                                          | 38.412  |      |         |

### Cuneo
| Listen                                     | Listen                      | Stimmen | %    | Mandate |
| ------------------------------------------ | --------------------------- | ------- | ---- | ------- |
|                                            | Democrazia Cristiana        | 10.443  | 45,5 | 20      |
| Partito Socialista dei Lavoratori Italiani | 3.268                       | 14,2    | 6    |         |
| ↳ Gesamt                                   | 13.711                      | 59,7    | 26   |         |
|                                            | Partito Socialista Italiano | 2.356   | 10,3 | 3       |
| Partito Comunista Italiano                 | 1.930                       | 8,4     | 3    |         |
| ↳ Gesamt                                   | 4.286                       | 18,7    | 6    |         |
|                                            | Partito Liberale Italiano   | 3.034   | 13,2 | 5       |
|                                            | Unabhängige                 | 1.217   | 5,3  | 2       |
|                                            | Movimento Sociale Italiano  | 712     | 3,1  | 1       |
| Gesamt                                     | Gesamt                      | 22.960  | 100  | 40      |
|                                            |                             |         |      |         |
| Ungültige Stimmen                          | Ungültige Stimmen           | 1.176   | 4,9  |         |
| Wähler                                     | Wähler                      | 24.136  | 90,7 |         |
| Wahlberechtigte                            | Wahlberechtigte             | 26.597  |      |         |

### Novara
| Listen                                                                     | Listen                         | Stimmen | %    | Mandate |
| -------------------------------------------------------------------------- | ------------------------------ | ------- | ---- | ------- |
|                                                                            | Democrazia Cristiana           | 14.794  | 31,7 | 17      |
| Partito Nazionale Monarchico – Partito Liberale Italiano                   | 4.340                          | 9,3     | 5    |         |
| Partito Socialista dei Lavoratori Italiani – Partito Repubblicano Italiano | 3.931                          | 8,4     | 4    |         |
| ↳ Gesamt                                                                   | 23.065                         | 49,5    | 26   |         |
|                                                                            | Partito Socialista Italiano    | 11.297  | 24,2 | 7       |
| Partito Comunista Italiano                                                 | 10.775                         | 23,1    | 6    |         |
| Unabhängige                                                                | 659                            | 1,4     | –    |         |
| ↳ Gesamt                                                                   | 22.731                         | 48,8    | 13   |         |
|                                                                            | Unione Socialista Indipendente | 818     | 1,8  | 1       |
| Gesamt                                                                     | Gesamt                         | 46.614  | 100  | 40      |
|                                                                            |                                |         |      |         |
| Ungültige Stimmen                                                          | Ungültige Stimmen              | 1.767   | 3,7  |         |
| Wähler                                                                     | Wähler                         | 48.381  | 92,8 |         |
| Wahlberechtigte                                                            | Wahlberechtigte                | 52.128  |      |         |

### Turin
| Listen                                     | Listen                       | Stimmen | %    | Mandate |
| ------------------------------------------ | ---------------------------- | ------- | ---- | ------- |
|                                            | Democrazia Cristiana         | 148.459 | 32,3 | 34      |
| Partito Liberale Italiano                  | 45.900                       | 10,0    | 10   |         |
| Partito Socialista dei Lavoratori Italiani | 35.835                       | 7,8     | 8    |         |
| Partito Repubblicano Italiano              | 2.623                        | 0,6     | 1    |         |
| ↳ Gesamt                                   | 232.817                      | 50,7    | 53   |         |
|                                            | Partito Comunista Italiano   | 135.132 | 29,4 | 16      |
| Partito Socialista Italiano                | 41.021                       | 8,9     | 5    |         |
| Unabhängige                                | 2.326                        | 0,5     | –    |         |
| Unabhängige                                | 1.738                        | 0,4     | –    |         |
| ↳ Gesamt                                   | 180.217                      | 39,3    | 21   |         |
|                                            | Partito Socialista Unitario  | 21.188  | 4,6  | 3       |
|                                            | Movimento Sociale Italiano   | 18.568  | 4,0  | 2       |
|                                            | Partito Nazionale Monarchico | 6.278   | 1,4  | 1       |
| Gesamt                                     | Gesamt                       | 459.068 | 100  | 80      |
|                                            |                              |         |      |         |
| Ungültige Stimmen                          | Ungültige Stimmen            | 12.676  | 2,7  |         |
| Wähler                                     | Wähler                       | 471.744 | 89,4 |         |
| Wahlberechtigte                            | Wahlberechtigte              | 527.440 |      |         |

### Bergamo
| Listen                     | Listen                                     | Stimmen | %    | Mandate |
| -------------------------- | ------------------------------------------ | ------- | ---- | ------- |
|                            | Democrazia Cristiana                       | 30.903  | 53,5 | 26      |
|                            | Partito Socialista Italiano                | 7.782   | 13,5 | 4       |
| Partito Comunista Italiano | 3.360                                      | 5,8     | 2    |         |
| Unabhängige                | 432                                        | 0,7     | –    |         |
| Unabhängige                | 210                                        | 0,4     | –    |         |
| ↳ Gesamt                   | 11.784                                     | 20,4    | 6    |         |
|                            | Partito Socialista dei Lavoratori Italiani | 6.850   | 11,9 | 4       |
|                            | Movimento Sociale Italiano                 | 4.374   | 7,6  | 2       |
|                            | Partito Liberale Italiano                  | 3.075   | 5,3  | 2       |
|                            | Unabhängige (Mitte)                        | 795     | 1,4  | –       |
| Gesamt                     | Gesamt                                     | 57.781  | 100  | 40      |
|                            |                                            |         |      |         |
| Ungültige Stimmen          | Ungültige Stimmen                          | 2.505   | 4,2  |         |
| Wähler                     | Wähler                                     | 60.286  | 87,7 |         |
| Wahlberechtigte            | Wahlberechtigte                            | 68.744  |      |         |

### Brescia
| Listen                                     | Listen                       | Stimmen | %    | Mandate |
| ------------------------------------------ | ---------------------------- | ------- | ---- | ------- |
|                                            | Democrazia Cristiana         | 36.953  | 44,1 | 28      |
| Partito Socialista dei Lavoratori Italiani | 3.520                        | 4,2     | 3    |         |
| Partito Liberale Italiano                  | 2.173                        | 2,6     | 1    |         |
| Partito Repubblicano Italiano              | 1.286                        | 1,5     | 1    |         |
| ↳ Gesamt                                   | 43.932                       | 52,4    | 33   |         |
|                                            | Partito Comunista Italiano   | 13.435  | 16,0 | 6       |
| Partito Socialista Italiano                | 12.785                       | 15,2    | 5    |         |
| Unabhängige                                | 300                          | 0,4     | –    |         |
| ↳ Gesamt                                   | 26.520                       | 31,6    | 11   |         |
|                                            | Movimento Sociale Italiano   | 6.730   | 8,0  | 3       |
|                                            | Partito Socialista Unitario  | 3.277   | 3,9  | 1       |
|                                            | Partito Nazionale Monarchico | 2.234   | 2,7  | 1       |
|                                            | Unabhängige                  | 1.155   | 1,4  | 1       |
| Gesamt                                     | Gesamt                       | 83.848  | 100  | 50      |
|                                            |                              |         |      |         |
| Ungültige Stimmen                          | Ungültige Stimmen            | 3.486   | 4,0  |         |
| Wähler                                     | Wähler                       | 87.334  | 90,8 |         |
| Wahlberechtigte                            | Wahlberechtigte              | 96.208  |      |         |

### Como
| Listen                     | Listen                                                                   | Stimmen | %    | Mandate |
| -------------------------- | ------------------------------------------------------------------------ | ------- | ---- | ------- |
|                            | Democrazia Cristiana                                                     | 18.772  | 42,8 | 26      |
|                            | Partito Socialista Italiano                                              | 6.019   | 13,7 | 3       |
| Partito Comunista Italiano | 4.454                                                                    | 10,2    | 3    |         |
| Unabhängige                | 256                                                                      | 0,6     | –    |         |
| ↳ Gesamt                   | 10.729                                                                   | 24,5    | 6    |         |
|                            | Partito Socialista dei Lavoratori Italiani – Partito Socialista Unitario | 6.658   | 15,2 | 3       |
| Partito Liberale Italiano  | 2.974                                                                    | 6,8     | 2    |         |
| ↳ Gesamt                   | 9.632                                                                    | 22,0    | 5    |         |
|                            | Movimento Sociale Italiano                                               | 3.192   | 7,3  | 1       |
|                            | Partito Nazionale Monarchico                                             | 1.497   | 3,4  | 1       |
| Gesamt                     | Gesamt                                                                   | 43.822  | 100  | 39      |
|                            |                                                                          |         |      |         |
| Ungültige Stimmen          | Ungültige Stimmen                                                        | 1.936   | 4,2  |         |
| Wähler                     | Wähler                                                                   | 45.758  | 91,1 |         |
| Wahlberechtigte            | Wahlberechtigte                                                          | 50.250  |      |         |

### Cremona
| Listen                                     | Listen                      | Stimmen | %    | Mandate |
| ------------------------------------------ | --------------------------- | ------- | ---- | ------- |
|                                            | Democrazia Cristiana        | 14.669  | 33,4 | 18      |
| Partito Socialista dei Lavoratori Italiani | 2.788                       | 6,3     | 4    |         |
| Partito Liberale Italiano                  | 2.558                       | 5,8     | 3    |         |
| Partito Repubblicano Italiano              | 1.008                       | 2,3     | 1    |         |
| ↳ Gesamt                                   | 21.023                      | 47,9    | 26   |         |
|                                            | Partito Comunista Italiano  | 9.529   | 21,7 | 6       |
| Partito Socialista Italiano                | 9.083                       | 20,7    | 5    |         |
| Unabhängige                                | 290                         | 0,7     | –    |         |
| ↳ Gesamt                                   | 18.902                      | 43,0    | 11   |         |
|                                            | Movimento Sociale Italiano  | 2.667   | 6,1  | 2       |
|                                            | Partito Socialista Unitario | 1.330   | 3,0  | 1       |
| Gesamt                                     | Gesamt                      | 43.922  | 100  | 40      |
|                                            |                             |         |      |         |
| Ungültige Stimmen                          | Ungültige Stimmen           | 1.745   | 3,8  |         |
| Wähler                                     | Wähler                      | 45.667  | 92,1 |         |
| Wahlberechtigte                            | Wahlberechtigte             | 49.584  |      |         |

### Mantua
| Listen                                     | Listen                      | Stimmen | %    | Mandate |
| ------------------------------------------ | --------------------------- | ------- | ---- | ------- |
|                                            | Partito Comunista Italiano  | 8.852   | 26,2 | 15      |
| Partito Socialista Italiano                | 6.646                       | 19,7    | 11   |         |
| Unabhängige                                | 220                         | 0,7     | –    |         |
| ↳ Gesamt                                   | 15.718                      | 46,5    | 26   |         |
|                                            | Democrazia Cristiana        | 10.261  | 30,4 | 8       |
| Partito Socialista dei Lavoratori Italiani | 2.553                       | 7,6     | 2    |         |
| Partito Liberale Italiano                  | 977                         | 2,9     | 1    |         |
| Partito Repubblicano Italiano              | 351                         | 1,0     | –    |         |
| ↳ Gesamt                                   | 14.142                      | 41,8    | 11   |         |
|                                            | Movimento Sociale Italiano  | 2.923   | 8,6  | 2       |
|                                            | Partito Socialista Unitario | 1.022   | 3,0  | 1       |
| Gesamt                                     | Gesamt                      | 33.805  | 100  | 40      |
|                                            |                             |         |      |         |
| Ungültige Stimmen                          | Ungültige Stimmen           | 1.379   | 3,9  |         |
| Wähler                                     | Wähler                      | 35.184  | 90,5 |         |
| Wahlberechtigte                            | Wahlberechtigte             | 38.860  |      |         |

### Mailand
| Listen                                     | Listen                          | Stimmen | %    | Mandate |
| ------------------------------------------ | ------------------------------- | ------- | ---- | ------- |
|                                            | Democrazia Cristiana            | 239.035 | 30,6 | 30      |
| Partito Socialista dei Lavoratori Italiani | 113.940                         | 14,6    | 15   |         |
| Partito Liberale Italiano                  | 49.313                          | 6,3     | 6    |         |
| Partito Repubblicano Italiano              | 12.889                          | 1,6     | 2    |         |
| ↳ Gesamt                                   | 415.177                         | 53,1    | 53   |         |
|                                            | Partito Comunista Italiano      | 177.102 | 22,6 | 13      |
| Partito Socialista Italiano                | 110.126                         | 14,1    | 8    |         |
| Unabhängige                                | 2.769                           | 0,4     | –    |         |
| ↳ Gesamt                                   | 289.997                         | 37,1    | 21   |         |
|                                            | Movimento Sociale Italiano      | 49.938  | 6,4  | 4       |
|                                            | Partito Nazionale Monarchico    | 24.095  | 3,1  | 2       |
|                                            | Partito Repubblicano Socialista | 2.711   | 0,3  | –       |
| Gesamt                                     | Gesamt                          | 781.918 | 100  | 80      |
|                                            |                                 |         |      |         |
| Ungültige Stimmen                          | Ungültige Stimmen               | 25.272  | 3,1  |         |
| Wähler                                     | Wähler                          | 807.190 | 87,0 |         |
| Wahlberechtigte                            | Wahlberechtigte                 | 927.296 |      |         |

### Pavia
| Listen                                     | Listen                     | Stimmen | %    | Mandate |
| ------------------------------------------ | -------------------------- | ------- | ---- | ------- |
|                                            | Democrazia Cristiana       | 13.442  | 32,6 | 14      |
| Partito Socialista dei Lavoratori Italiani | 6.141                      | 14,9    | 7    |         |
| Partito Liberale Italiano                  | 3.901                      | 9,5     | 4    |         |
| Partito Repubblicano Italiano              | 1.001                      | 2,4     | 1    |         |
| ↳ Gesamt                                   | 24.485                     | 59,5    | 26   |         |
|                                            | Partito Comunista Italiano | 10.789  | 26,2 | 9       |
| Partito Socialista Italiano                | 5.904                      | 14,3    | 5    |         |
| ↳ Gesamt                                   | 16.693                     | 40,5    | 14   |         |
| Gesamt                                     | Gesamt                     | 41.178  | 100  | 40      |
|                                            |                            |         |      |         |
| Ungültige Stimmen                          | Ungültige Stimmen          | 2.322   | 5,3  |         |
| Wähler                                     | Wähler                     | 43.500  | 92,4 |         |
| Wahlberechtigte                            | Wahlberechtigte            | 47.083  |      |         |

### Sondrio
| Listen                     | Listen                      | Stimmen | %    | Mandate |
| -------------------------- | --------------------------- | ------- | ---- | ------- |
|                            | Democrazia Cristiana        | 3.495   | 46,0 | 26      |
|                            | Partito Socialista Italiano | 1.486   | 19,6 | 5       |
| Partito Comunista Italiano | 672                         | 8,9     | 2    |         |
| ↳ Gesamt                   | 2.158                       | 28,4    | 7    |         |
|                            | PSLI – PRI – PLI            | 1.457   | 19,2 | 5       |
|                            | Movimento Sociale Italiano  | 481     | 6,3  | 2       |
| Gesamt                     | Gesamt                      | 7.591   | 100  | 40      |
|                            |                             |         |      |         |
| Ungültige Stimmen          | Ungültige Stimmen           | 392     | 4,9  |         |
| Wähler                     | Wähler                      | 7.983   | 86,8 |         |
| Wahlberechtigte            | Wahlberechtigte             | 9.199   |      |         |

### Varese
| Listen                     | Listen                       | Stimmen | %    | Mandate |
| -------------------------- | ---------------------------- | ------- | ---- | ------- |
|                            | Democrazia Cristiana         | 14.961  | 44,8 | 26      |
|                            | Partito Socialista Italiano  | 6.445   | 19,3 | 5       |
| Partito Comunista Italiano | 3.470                        | 10,4    | 2    |         |
| Unabhängige                | 214                          | 0,6     | –    |         |
| ↳ Gesamt                   | 10.129                       | 30,3    | 7    |         |
|                            | PSLI – PRI – PLI             | 5.128   | 15,4 | 4       |
|                            | Movimento Sociale Italiano   | 2.266   | 6,8  | 2       |
|                            | Partito Nazionale Monarchico | 918     | 2,7  | 1       |
| Gesamt                     | Gesamt                       | 33.402  | 100  | 40      |
|                            |                              |         |      |         |
| Ungültige Stimmen          | Ungültige Stimmen            | 1.209   | 3,5  |         |
| Wähler                     | Wähler                       | 34.611  | 88,6 |         |
| Wahlberechtigte            | Wahlberechtigte              | 39.083  |      |         |

### Trient
| Listen                     | Listen                                                      | Stimmen | %    | Mandate |
| -------------------------- | ----------------------------------------------------------- | ------- | ---- | ------- |
|                            | Democrazia Cristiana                                        | 17.782  | 51,3 | 24      |
| Partito Liberale Italiano  | 1.292                                                       | 3,7     | 2    |         |
| ↳ Gesamt                   | 19.074                                                      | 55,0    | 26   |         |
|                            | Partito Socialista Italiano                                 | 5.265   | 15,2 | 5       |
| Partito Comunista Italiano | 2.470                                                       | 7,1     | 2    |         |
| ↳ Gesamt                   | 7.735                                                       | 22,3    | 7    |         |
|                            | Partito Socialista dei Lavoratori Italiani                  | 4.197   | 12,1 | 4       |
|                            | Movimento Sociale Italiano                                  | 1.522   | 4,4  | 1       |
|                            | Partito Popolare Trentino Tirolese                          | 1.396   | 4,0  | 1       |
|                            | Partito Socialista Unitario – Partito Repubblicano Italiano | 748     | 2,2  | 1       |
| Gesamt                     | Gesamt                                                      | 34.672  | 100  | 40      |
|                            |                                                             |         |      |         |
| Ungültige Stimmen          | Ungültige Stimmen                                           | 867     | 2,4  |         |
| Wähler                     | Wähler                                                      | 35.539  | 85,8 |         |
| Wahlberechtigte            | Wahlberechtigte                                             | 41.417  |      |         |

### Belluno
| Listen                                     | Listen                        | Stimmen | %    | Mandate |
| ------------------------------------------ | ----------------------------- | ------- | ---- | ------- |
|                                            | Democrazia Cristiana          | 6.522   | 42,9 | 20      |
| Partito Socialista dei Lavoratori Italiani | 1.774                         | 11,7    | 6    |         |
| ↳ Gesamt                                   | 8.296                         | 54,6    | 26   |         |
|                                            | Partito Socialista Italiano   | 2.551   | 16,8 | 5       |
| Partito Comunista Italiano                 | 2.353                         | 15,5    | 5    |         |
| Unabhängige                                | 210                           | 1,4     | –    |         |
| ↳ Gesamt                                   | 5.114                         | 33,7    | 10   |         |
|                                            | Movimento Sociale Italiano    | 830     | 5,5  | 2       |
|                                            | Unabhängige                   | 666     | 4,4  | 1       |
|                                            | Partito Repubblicano Italiano | 287     | 1,9  | 1       |
| Gesamt                                     | Gesamt                        | 15.193  | 100  | 40      |
|                                            |                               |         |      |         |
| Ungültige Stimmen                          | Ungültige Stimmen             | 979     | 6,1  |         |
| Wähler                                     | Wähler                        | 16.172  | 83,2 |         |
| Wahlberechtigte                            | Wahlberechtigte               | 19.437  |      |         |

### Padua
| Listen                        | Listen                                     | Stimmen | %    | Mandate |
| ----------------------------- | ------------------------------------------ | ------- | ---- | ------- |
|                               | Democrazia Cristiana                       | 41.134  | 44,4 | 29      |
| Partito Liberale Italiano     | 4.340                                      | 4,7     | 3    |         |
| Partito Repubblicano Italiano | 938                                        | 1,0     | 1    |         |
| ↳ Gesamt                      | 46.412                                     | 50,1    | 33   |         |
|                               | Partito Comunista Italiano                 | 16.957  | 18,3 | 7       |
| Partito Socialista Italiano   | 10.014                                     | 10,8    | 4    |         |
| Unabhängige                   | 600                                        | 0,6     | –    |         |
| Unabhängige                   | 434                                        | 0,5     | –    |         |
| Unabhängige                   | 331                                        | 0,4     | –    |         |
| Unabhängige                   | 166                                        | 0,2     | –    |         |
| ↳ Gesamt                      | 28.502                                     | 30,8    | 11   |         |
|                               | Partito Socialista dei Lavoratori Italiani | 8.284   | 8,9  | 3       |
|                               | Movimento Sociale Italiano                 | 6.229   | 6,7  | 2       |
|                               | Partito Nazionale Monarchico               | 3.241   | 3,5  | 1       |
| Gesamt                        | Gesamt                                     | 92.668  | 100  | 50      |
|                               |                                            |         |      |         |
| Ungültige Stimmen             | Ungültige Stimmen                          | 4.267   | 4,4  |         |
| Wähler                        | Wähler                                     | 96.935  | 89,1 |         |
| Wahlberechtigte               | Wahlberechtigte                            | 108.821 |      |         |

### Rovigo
| Listen                       | Listen                                                                     | Stimmen | %    | Mandate |
| ---------------------------- | -------------------------------------------------------------------------- | ------- | ---- | ------- |
|                              | Partito Comunista Italiano                                                 | 6.255   | 24,2 | 14      |
| Partito Socialista Italiano  | 5.017                                                                      | 19,4    | 12   |         |
| Unabhängige                  | 120                                                                        | 0,5     | –    |         |
| ↳ Gesamt                     | 11.392                                                                     | 44,2    | 26   |         |
|                              | Democrazia Cristiana                                                       | 9.312   | 36,1 | 9       |
| Unabhängige                  | 632                                                                        | 2,4     | 1    |         |
| ↳ Gesamt                     | 9.944                                                                      | 38,5    | 10   |         |
|                              | Movimento Sociale Italiano                                                 | 1.706   | 6,6  | 1       |
| Partito Nazionale Monarchico | 754                                                                        | 2,9     | 1    |         |
| Unabhängige                  | 206                                                                        | 0,8     | –    |         |
| ↳ Gesamt                     | 2.666                                                                      | 10,3    | 2    |         |
|                              | Partito Socialista dei Lavoratori Italiani – Partito Repubblicano Italiano | 1.797   | 7,0  | 2       |
| Gesamt                       | Gesamt                                                                     | 25.799  | 100  | 40      |
|                              |                                                                            |         |      |         |
| Ungültige Stimmen            | Ungültige Stimmen                                                          | 1.089   | 4,1  |         |
| Wähler                       | Wähler                                                                     | 26.888  | 90,6 |         |
| Wahlberechtigte              | Wahlberechtigte                                                            | 29.683  |      |         |

### Treviso
| Listen                      | Listen                                                    | Stimmen | %    | Mandate |
| --------------------------- | --------------------------------------------------------- | ------- | ---- | ------- |
|                             | Democrazia Cristiana                                      | 15.543  | 43,5 | 26      |
|                             | Partito Comunista Italiano                                | 4.251   | 11,9 | 3       |
| Partito Socialista Italiano | 3.231                                                     | 9,0     | 2    |         |
| Unabhängige                 | 313                                                       | 0,9     | –    |         |
| ↳ Gesamt                    | 7.795                                                     | 21,8    | 5    |         |
|                             | Partito Socialista dei Lavoratori Italiani                | 6.933   | 19,4 | 5       |
|                             | Movimento Sociale Italiano – Partito Nazionale Monarchico | 2.355   | 6,6  | 2       |
|                             | Partito Repubblicano Italiano                             | 1.844   | 5,2  | 1       |
|                             | Partito Liberale Italiano                                 | 1.264   | 3,5  | 1       |
| Gesamt                      | Gesamt                                                    | 35.734  | 100  | 40      |
|                             |                                                           |         |      |         |
| Ungültige Stimmen           | Ungültige Stimmen                                         | 1.699   | 4,5  |         |
| Wähler                      | Wähler                                                    | 37.433  | 87,9 |         |
| Wahlberechtigte             | Wahlberechtigte                                           | 42.586  |      |         |

### Venedig
| Listen                                     | Listen                      | Stimmen | %    | Mandate |
| ------------------------------------------ | --------------------------- | ------- | ---- | ------- |
|                                            | Democrazia Cristiana        | 68.135  | 37,9 | 31      |
| Partito Socialista dei Lavoratori Italiani | 10.562                      | 5,9     | 5    |         |
| Partito Liberale Italiano                  | 8.350                       | 4,6     | 4    |         |
| ↳ Gesamt                                   | 87.047                      | 48,4    | 40   |         |
|                                            | Partito Comunista Italiano  | 54.680  | 30,4 | 12      |
| Partito Socialista Italiano                | 16.897                      | 9,4     | 4    |         |
| Unabhängige                                | 751                         | 0,4     | –    |         |
| Unabhängige                                | 597                         | 0,3     | –    |         |
| ↳ Gesamt                                   | 72.925                      | 40,5    | 16   |         |
|                                            | Partito Socialista Unitario | 7.670   | 4,3  | 2       |
| Partito Repubblicano Italiano              | 1.638                       | 0,9     | –    |         |
| ↳ Gesamt                                   | 9.308                       | 5,2     | 2    |         |
|                                            | Movimento Sociale Italiano  | 10.730  | 6,0  | 2       |
| Gesamt                                     | Gesamt                      | 180.010 | 100  | 60      |
|                                            |                             |         |      |         |
| Ungültige Stimmen                          | Ungültige Stimmen           | 4.089   | 2,2  |         |
| Wähler                                     | Wähler                      | 184.099 | 85,9 |         |
| Wahlberechtigte                            | Wahlberechtigte             | 214.215 |      |         |

### Verona
| Listen                                     | Listen                       | Stimmen | %    | Mandate |
| ------------------------------------------ | ---------------------------- | ------- | ---- | ------- |
|                                            | Democrazia Cristiana         | 44.239  | 41,1 | 28      |
| Partito Socialista dei Lavoratori Italiani | 8.163                        | 7,6     | 5    |         |
| Partito Repubblicano Italiano              | 744                          | 0,7     | –    |         |
| ↳ Gesamt                                   | 53.146                       | 49,4    | 33   |         |
|                                            | Partito Socialista Italiano  | 19.844  | 18,4 | 6       |
| Partito Comunista Italiano                 | 14.735                       | 13,7    | 5    |         |
| ↳ Gesamt                                   | 34.579                       | 32,1    | 11   |         |
|                                            | Movimento Sociale Italiano   | 8.119   | 7,5  | 3       |
|                                            | Partito Socialista Unitario  | 4.880   | 4,5  | 1       |
|                                            | Partito Liberale Italiano    | 3.879   | 3,6  | 1       |
|                                            | Partito Nazionale Monarchico | 2.262   | 2,1  | 1       |
|                                            | Unabhängige                  | 751     | 0,7  | –       |
| Gesamt                                     | Gesamt                       | 107.616 | 100  | 50      |
|                                            |                              |         |      |         |
| Ungültige Stimmen                          | Ungültige Stimmen            | 4.396   | 3,9  |         |
| Wähler                                     | Wähler                       | 112.012 | 89,4 |         |
| Wahlberechtigte                            | Wahlberechtigte              | 125.297 |      |         |

### Vicenza
| Listen                       | Listen                                     | Stimmen | %    | Mandate |
| ---------------------------- | ------------------------------------------ | ------- | ---- | ------- |
|                              | Democrazia Cristiana                       | 20.772  | 45,3 | 26      |
|                              | Partito Comunista Italiano                 | 5.599   | 12,2 | 4       |
| Partito Socialista Italiano  | 5.395                                      | 11,8    | 3    |         |
| Unabhängige                  | 570                                        | 1,2     | –    |         |
| ↳ Gesamt                     | 11.564                                     | 25,2    | 7    |         |
|                              | Movimento Sociale Italiano                 | 3.109   | 6,8  | 2       |
| Partito Nazionale Monarchico | 706                                        | 1,5     | –    |         |
| ↳ Gesamt                     | 3.815                                      | 8,3     | 2    |         |
|                              | Partito Socialista dei Lavoratori Italiani | 6.785   | 14,8 | 4       |
|                              | Partito Liberale Italiano                  | 2.204   | 4,8  | 1       |
|                              | Unabhängige                                | 665     | 1,5  | –       |
| Gesamt                       | Gesamt                                     | 45.805  | 100  | 40      |
|                              |                                            |         |      |         |
| Ungültige Stimmen            | Ungültige Stimmen                          | 1.959   | 4,1  |         |
| Wähler                       | Wähler                                     | 47.764  | 91,2 |         |
| Wahlberechtigte              | Wahlberechtigte                            | 52.362  |      |         |

### Udine
| Listen                        | Listen                                     | Stimmen | %    | Mandate |
| ----------------------------- | ------------------------------------------ | ------- | ---- | ------- |
|                               | Democrazia Cristiana                       | 18.300  | 42,8 | 24      |
| Partito Liberale Italiano     | 1.517                                      | 3,5     | 2    |         |
| ↳ Gesamt                      | 19.817                                     | 46,4    | 26   |         |
|                               | Partito Comunista Italiano                 | 6.624   | 15,5 | 4       |
| Partito Socialista Italiano   | 4.298                                      | 10,1    | 3    |         |
| Unabhängige                   | 281                                        | 0,7     | –    |         |
| ↳ Gesamt                      | 11.203                                     | 26,2    | 7    |         |
|                               | Partito Socialista dei Lavoratori Italiani | 5.018   | 11,7 | 4       |
| Partito Repubblicano Italiano | 673                                        | 1,6     | –    |         |
| ↳ Gesamt                      | 5.691                                      | 13,3    | 4    |         |
|                               | Movimento Sociale Italiano                 | 4.806   | 11,2 | 3       |
|                               | Movimento Popolare Friulano                | 700     | 1,6  | –       |
|                               | Fronte dell’Uomo Qualunque                 | 526     | 1,2  | –       |
| Gesamt                        | Gesamt                                     | 42.743  | 100  | 40      |
|                               |                                            |         |      |         |
| Ungültige Stimmen             | Ungültige Stimmen                          | 1.431   | 3,2  |         |
| Wähler                        | Wähler                                     | 44.174  | 88,6 |         |
| Wahlberechtigte               | Wahlberechtigte                            | 49.839  |      |         |

### Genua
| Listen                                     | Listen                     | Stimmen | %    | Mandate |
| ------------------------------------------ | -------------------------- | ------- | ---- | ------- |
|                                            | Democrazia Cristiana       | 142.956 | 33,5 | 35      |
| Partito Socialista dei Lavoratori Italiani | 37.013                     | 8,7     | 9    |         |
| Partito Repubblicano Italiano              | 19.608                     | 4,6     | 5    |         |
| Partito Liberale Italiano                  | 14.508                     | 3,4     | 4    |         |
| ↳ Gesamt                                   | 214.085                    | 50,2    | 53   |         |
|                                            | Partito Comunista Italiano | 138.081 | 32,4 | 18      |
| Partito Socialista Italiano                | 57.359                     | 13,4    | 7    |         |
| Unabhängige                                | 1.970                      | 0,5     | –    |         |
| ↳ Gesamt                                   | 197.410                    | 46,3    | 25   |         |
|                                            | Movimento Sociale Italiano | 14.221  | 3,3  | 2       |
|                                            | Unabhängige                | 759     | 0,2  | –       |
| Gesamt                                     | Gesamt                     | 426.475 | 100  | 80      |
|                                            |                            |         |      |         |
| Ungültige Stimmen                          | Ungültige Stimmen          | 11.019  | 2,5  |         |
| Wähler                                     | Wähler                     | 437.494 | 86,9 |         |
| Wahlberechtigte                            | Wahlberechtigte            | 503.668 |      |         |

### Imperia
| Listen                                     | Listen                     | Stimmen | %    | Mandate |
| ------------------------------------------ | -------------------------- | ------- | ---- | ------- |
|                                            | Democrazia Cristiana       | 7.623   | 40,4 | 19      |
| Partito Socialista dei Lavoratori Italiani | 2.752                      | 14,6    | 7    |         |
| ↳ Gesamt                                   | 10.375                     | 55,0    | 26   |         |
|                                            | Partito Comunista Italiano | 5.366   | 28,5 | 9       |
| Partito Socialista Italiano                | 2.230                      | 11,8    | 4    |         |
| ↳ Gesamt                                   | 7.596                      | 40,3    | 13   |         |
|                                            | Movimento Sociale Italiano | 878     | 4,7  | 1       |
| Gesamt                                     | Gesamt                     | 18.849  | 100  | 40      |
|                                            |                            |         |      |         |
| Ungültige Stimmen                          | Ungültige Stimmen          | 874     | 4,4  |         |
| Wähler                                     | Wähler                     | 19.723  | 88,9 |         |
| Wahlberechtigte                            | Wahlberechtigte            | 22.176  |      |         |

### La Spezia
| Listen                                                   | Listen                     | Stimmen | %    | Mandate |
| -------------------------------------------------------- | -------------------------- | ------- | ---- | ------- |
|                                                          | Partito Comunista Italiano | 23.483  | 34,7 | 23      |
| Partito Socialista Italiano                              | 9.097                      | 13,4    | 9    |         |
| Unabhängige                                              | 481                        | 0,7     | 1    |         |
| ↳ Gesamt                                                 | 33.061                     | 48,9    | 33   |         |
|                                                          | Democrazia Cristiana       | 19.924  | 29,5 | 10      |
| Partito Socialista dei Lavoratori Italiani               | 4.393                      | 6,5     | 2    |         |
| Partito Liberale Italiano – Partito Nazionale Monarchico | 3.800                      | 5,6     | 2    |         |
| Partito Repubblicano Italiano                            | 2.633                      | 3,9     | 1    |         |
| ↳ Gesamt                                                 | 30.750                     | 45,5    | 15   |         |
|                                                          | Movimento Sociale Italiano | 3.837   | 5,7  | 2       |
| Gesamt                                                   | Gesamt                     | 67.648  | 100  | 50      |
|                                                          |                            |         |      |         |
| Ungültige Stimmen                                        | Ungültige Stimmen          | 2.561   | 3,6  |         |
| Wähler                                                   | Wähler                     | 70.209  | 86,5 |         |
| Wahlberechtigte                                          | Wahlberechtigte            | 81.212  |      |         |

### Savona
| Listen                                     | Listen                     | Stimmen | %    | Mandate |
| ------------------------------------------ | -------------------------- | ------- | ---- | ------- |
|                                            | Partito Comunista Italiano | 18.156  | 40,5 | 20      |
| Partito Socialista Italiano                | 5.061                      | 11,3    | 6    |         |
| Unabhängige                                | 223                        | 0,5     | –    |         |
| ↳ Gesamt                                   | 23.440                     | 52,3    | 26   |         |
|                                            | Democrazia Cristiana       | 13.136  | 29,3 | 9       |
| Partito Socialista dei Lavoratori Italiani | 3.237                      | 7,2     | 2    |         |
| Partito Liberale Italiano                  | 1.878                      | 4,2     | 1    |         |
| Partito Repubblicano Italiano              | 1.309                      | 2,9     | 1    |         |
| ↳ Gesamt                                   | 19.560                     | 43,7    | 13   |         |
|                                            | Movimento Sociale Italiano | 1.804   | 4,0  | 1       |
| Gesamt                                     | Gesamt                     | 44.804  | 100  | 40      |
|                                            |                            |         |      |         |
| Ungültige Stimmen                          | Ungültige Stimmen          | 1.699   | 3,7  |         |
| Wähler                                     | Wähler                     | 46.503  | 90,3 |         |
| Wahlberechtigte                            | Wahlberechtigte            | 51.501  |      |         |

### Bologna
| Listen                                     | Listen                     | Stimmen | %    | Mandate |
| ------------------------------------------ | -------------------------- | ------- | ---- | ------- |
|                                            | Partito Comunista Italiano | 93.043  | 40,4 | 33      |
| Partito Socialista Italiano                | 16.982                     | 7,4     | 6    |         |
| Unabhängige                                | 2.350                      | 1,0     | 1    |         |
| ↳ Gesamt                                   | 112.375                    | 48,8    | 40   |         |
|                                            | Democrazia Cristiana       | 59.532  | 25,8 | 10      |
| Partito Socialista dei Lavoratori Italiani | 32.438                     | 14,1    | 6    |         |
| Partito Liberale Italiano                  | 13.837                     | 6,0     | 2    |         |
| Partito Repubblicano Italiano              | 4.409                      | 1,9     | 1    |         |
| ↳ Gesamt                                   | 110.216                    | 47,9    | 19   |         |
|                                            | Movimento Sociale Italiano | 7.716   | 3,4  | 1       |
| Gesamt                                     | Gesamt                     | 230.307 | 100  | 60      |
|                                            |                            |         |      |         |
| Ungültige Stimmen                          | Ungültige Stimmen          | 4.630   | 2,0  |         |
| Wähler                                     | Wähler                     | 234.937 | 93,6 |         |
| Wahlberechtigte                            | Wahlberechtigte            | 250.984 |      |         |

### Forlì
| Listen                                     | Listen                          | Stimmen | %    | Mandate |
| ------------------------------------------ | ------------------------------- | ------- | ---- | ------- |
|                                            | Partito Repubblicano Italiano   | 14.847  | 30,3 | 15      |
| Democrazia Cristiana                       | 8.190                           | 16,7    | 9    |         |
| Partito Socialista dei Lavoratori Italiani | 1.851                           | 3,8     | 2    |         |
| ↳ Gesamt                                   | 24.888                          | 50,8    | 26   |         |
|                                            | Partito Comunista Italiano      | 16.967  | 34,7 | 10      |
| Partito Socialista Italiano                | 4.499                           | 9,2     | 3    |         |
| Unabhängige                                | 163                             | 0,3     | –    |         |
| ↳ Gesamt                                   | 21.629                          | 44,2    | 13   |         |
|                                            | Movimento Sociale Italiano      | 1.911   | 3,9  | 1       |
|                                            | Movimento Repubblicano Popolare | 358     | 0,7  | –       |
|                                            | Partito Liberale Italiano       | 163     | 0,3  | –       |
| Gesamt                                     | Gesamt                          | 48.949  | 100  | 40      |
|                                            |                                 |         |      |         |
| Ungültige Stimmen                          | Ungültige Stimmen               | 1.261   | 2,5  |         |
| Wähler                                     | Wähler                          | 50.210  | 94,6 |         |
| Wahlberechtigte                            | Wahlberechtigte                 | 53.088  |      |         |

### Modena
| Listen                                     | Listen                       | Stimmen | %    | Mandate |
| ------------------------------------------ | ---------------------------- | ------- | ---- | ------- |
|                                            | Partito Comunista Italiano   | 32.427  | 44,6 | 27      |
| Partito Socialista Italiano                | 5.671                        | 7,8     | 5    |         |
| Unabhängige                                | 1.531                        | 2,1     | 1    |         |
| ↳ Gesamt                                   | 39.629                       | 54,5    | 33   |         |
|                                            | Democrazia Cristiana         | 22.375  | 30,8 | 12      |
| Partito Socialista dei Lavoratori Italiani | 5.675                        | 7,8     | 3    |         |
| Partito Liberale Italiano                  | 1.937                        | 2,7     | 1    |         |
| Partito Repubblicano Italiano              | 543                          | 0,7     | –    |         |
| ↳ Gesamt                                   | 30.530                       | 42,0    | 16   |         |
|                                            | Movimento Sociale Italiano   | 2.153   | 3,0  | 1       |
|                                            | Partito Nazionale Monarchico | 364     | 0,5  | –       |
| Gesamt                                     | Gesamt                       | 72.676  | 100  | 50      |
|                                            |                              |         |      |         |
| Ungültige Stimmen                          | Ungültige Stimmen            | 2.231   | 3,0  |         |
| Wähler                                     | Wähler                       | 74.907  | 94,3 |         |
| Wahlberechtigte                            | Wahlberechtigte              | 79.402  |      |         |

### Parma
| Listen                                     | Listen                     | Stimmen | %    | Mandate |
| ------------------------------------------ | -------------------------- | ------- | ---- | ------- |
|                                            | Partito Comunista Italiano | 28.436  | 35,4 | 24      |
| Partito Socialista Italiano                | 10.473                     | 13,0    | 9    |         |
| Unabhängige                                | 601                        | 0,7     | –    |         |
| ↳ Gesamt                                   | 39.510                     | 49,1    | 33   |         |
|                                            | Democrazia Cristiana       | 25.123  | 31,2 | 11      |
| Partito Socialista dei Lavoratori Italiani | 8.405                      | 10,5    | 3    |         |
| Partito Liberale Italiano                  | 2.572                      | 3,2     | 1    |         |
| Partito Repubblicano Italiano              | 1.496                      | 1,9     | 1    |         |
| ↳ Gesamt                                   | 37.596                     | 46,8    | 16   |         |
|                                            | Movimento Sociale Italiano | 3.306   | 4,1  | 1       |
| Gesamt                                     | Gesamt                     | 80.412  | 100  | 50      |
|                                            |                            |         |      |         |
| Ungültige Stimmen                          | Ungültige Stimmen          | 2.496   | 3,0  |         |
| Wähler                                     | Wähler                     | 82.908  | 94,4 |         |
| Wahlberechtigte                            | Wahlberechtigte            | 87.826  |      |         |

### Piacenza
| Listen                                                    | Listen                      | Stimmen | %    | Mandate |
| --------------------------------------------------------- | --------------------------- | ------- | ---- | ------- |
|                                                           | Democrazia Cristiana        | 15.189  | 33,8 | 20      |
| Partito Socialista dei Lavoratori Italiani                | 3.209                       | 7,1     | 4    |         |
| Partito Repubblicano Italiano – Partito Liberale Italiano | 1.322                       | 2,9     | 2    |         |
| ↳ Gesamt                                                  | 19.720                      | 43,9    | 26   |         |
|                                                           | Partito Comunista Italiano  | 13.950  | 31,0 | 8       |
| Partito Socialista Italiano                               | 4.873                       | 10,8    | 3    |         |
| Unabhängige                                               | 393                         | 0,9     | –    |         |
| ↳ Gesamt                                                  | 19.216                      | 42,7    | 11   |         |
|                                                           | Partito Socialista Unitario | 2.754   | 6,1  | 1       |
|                                                           | Movimento Sociale Italiano  | 2.197   | 4,9  | 1       |
|                                                           | Unabhängige                 | 1.075   | 2,4  | 1       |
| Gesamt                                                    | Gesamt                      | 44.962  | 100  | 40      |
|                                                           |                             |         |      |         |
| Ungültige Stimmen                                         | Ungültige Stimmen           | 1.845   | 3,9  |         |
| Wähler                                                    | Wähler                      | 46.807  | 93,4 |         |
| Wahlberechtigte                                           | Wahlberechtigte             | 50.127  |      |         |

### Ravenna
| Listen                                     | Listen                          | Stimmen | %    | Mandate |
| ------------------------------------------ | ------------------------------- | ------- | ---- | ------- |
|                                            | Partito Repubblicano Italiano   | 20.849  | 35,4 | 17      |
| Democrazia Cristiana                       | 7.950                           | 13,5    | 7    |         |
| Partito Socialista dei Lavoratori Italiani | 1.991                           | 3,4     | 2    |         |
| ↳ Gesamt                                   | 30.790                          | 52,3    | 26   |         |
|                                            | Partito Comunista Italiano      | 20.276  | 34,4 | 10      |
| Partito Socialista Italiano                | 5.443                           | 9,2     | 3    |         |
| ↳ Gesamt                                   | 25.719                          | 43,7    | 13   |         |
|                                            | Movimento Sociale Italiano      | 1.622   | 2,8  | 1       |
|                                            | Movimento Repubblicano Popolare | 458     | 0,8  | –       |
|                                            | Partito Liberale Italiano       | 296     | 0,5  | –       |
| Gesamt                                     | Gesamt                          | 58.885  | 100  | 40      |
|                                            |                                 |         |      |         |
| Ungültige Stimmen                          | Ungültige Stimmen               | 4.268   | 6,8  |         |
| Wähler                                     | Wähler                          | 63.153  | 78,5 |         |
| Wahlberechtigte                            | Wahlberechtigte                 | 80.423  |      |         |

### Reggio nell’Emilia
| Listen                                     | Listen                       | Stimmen | %    | Mandate |
| ------------------------------------------ | ---------------------------- | ------- | ---- | ------- |
|                                            | Partito Comunista Italiano   | 27.008  | 39,3 | 22      |
| Partito Socialista Italiano                | 12.714                       | 18,5    | 11   |         |
| Unabhängige                                | 338                          | 0,5     | –    |         |
| ↳ Gesamt                                   | 40.060                       | 58,3    | 33   |         |
|                                            | Democrazia Cristiana         | 17.323  | 25,2 | 10      |
| Partito Socialista dei Lavoratori Italiani | 6.807                        | 9,9     | 4    |         |
| Partito Liberale Italiano                  | 1.524                        | 2,2     | 1    |         |
| ↳ Gesamt                                   | 25.654                       | 37,4    | 15   |         |
|                                            | Movimento Sociale Italiano   | 2.685   | 3,9  | 2       |
|                                            | Partito Nazionale Monarchico | 256     | 0,4  | –       |
| Gesamt                                     | Gesamt                       | 68.655  | 100  | 50      |
|                                            |                              |         |      |         |
| Ungültige Stimmen                          | Ungültige Stimmen            | 2.088   | 3,0  |         |
| Wähler                                     | Wähler                       | 70.743  | 93,4 |         |
| Wahlberechtigte                            | Wahlberechtigte              | 75.714  |      |         |

### Arezzo
| Listen                                                 | Listen                      | Stimmen | %    | Mandate |
| ------------------------------------------------------ | --------------------------- | ------- | ---- | ------- |
|                                                        | Partito Comunista Italiano  | 10.930  | 28,6 | 15      |
| Partito Socialista Italiano                            | 8.523                       | 22,3    | 11   |         |
| Unabhängige                                            | 172                         | 0,4     | –    |         |
| ↳ Gesamt                                               | 19.625                      | 51,3    | 26   |         |
|                                                        | Democrazia Cristiana        | 12.675  | 33,1 | 9       |
| Partito Socialista dei Lavoratori Italiani – PRI – PLI | 2.009                       | 5,3     | 2    |         |
| ↳ Gesamt                                               | 14.684                      | 38,4    | 11   |         |
|                                                        | Movimento Sociale Italiano  | 2.499   | 6,5  | 2       |
|                                                        | Partito Socialista Unitario | 1.104   | 2,9  | 1       |
|                                                        | Unabhängige                 | 324     | 0,8  | –       |
| Gesamt                                                 | Gesamt                      | 38.236  | 100  | 40      |
|                                                        |                             |         |      |         |
| Ungültige Stimmen                                      | Ungültige Stimmen           | 1.518   | 3,8  |         |
| Wähler                                                 | Wähler                      | 39.754  | 90,6 |         |
| Wahlberechtigte                                        | Wahlberechtigte             | 43.886  |      |         |

### Florenz
| Listen                                                                     | Listen                       | Stimmen | %    | Mandate |
| -------------------------------------------------------------------------- | ---------------------------- | ------- | ---- | ------- |
|                                                                            | Democrazia Cristiana         | 88.213  | 36,3 | 31      |
| Partito Socialista dei Lavoratori Italiani – Partito Repubblicano Italiano | 14.470                       | 6,0     | 5    |         |
| Partito Liberale Italiano                                                  | 10.748                       | 4,4     | 4    |         |
| ↳ Gesamt                                                                   | 113.431                      | 46,7    | 40   |         |
|                                                                            | Partito Comunista Italiano   | 81.902  | 33,7 | 13      |
| Partito Socialista Italiano                                                | 24.392                       | 10,0    | 4    |         |
| Cristiani Lavoratori                                                       | 587                          | 0,2     | –    |         |
| Unabhängige                                                                | 444                          | 0,2     | –    |         |
| ↳ Gesamt                                                                   | 107.325                      | 44,2    | 17   |         |
|                                                                            | Movimento Sociale Italiano   | 12.619  | 5,2  | 2       |
|                                                                            | Partito Socialista Unitario  | 7.286   | 3,0  | 1       |
|                                                                            | Partito Nazionale Monarchico | 2.106   | 0,9  | –       |
| Gesamt                                                                     | Gesamt                       | 242.767 | 100  | 60      |
|                                                                            |                              |         |      |         |
| Ungültige Stimmen                                                          | Ungültige Stimmen            | 5.862   | 2,4  |         |
| Wähler                                                                     | Wähler                       | 248.629 | 91,8 |         |
| Wahlberechtigte                                                            | Wahlberechtigte              | 270.802 |      |         |

### Grosseto
| Listen                                     | Listen                     | Stimmen | %    | Mandate |
| ------------------------------------------ | -------------------------- | ------- | ---- | ------- |
|                                            | Partito Comunista Italiano | 8.535   | 39,3 | 20      |
| Partito Socialista Italiano                | 2.461                      | 11,3    | 6    |         |
| Unabhängige                                | 237                        | 1,1     | –    |         |
| ↳ Gesamt                                   | 11.233                     | 51,8    | 26   |         |
|                                            | Democrazia Cristiana       | 3.707   | 17,1 | 5       |
| Partito Repubblicano Italiano              | 2.689                      | 12,4    | 3    |         |
| Partito Socialista dei Lavoratori Italiani | 1.257                      | 5,8     | 2    |         |
| Partito Liberale Italiano                  | 476                        | 2,2     | 1    |         |
| ↳ Gesamt                                   | 8.129                      | 37,5    | 11   |         |
|                                            | Movimento Sociale Italiano | 2.332   | 10,7 | 3       |
| Gesamt                                     | Gesamt                     | 21.694  | 100  | 40      |
|                                            |                            |         |      |         |
| Ungültige Stimmen                          | Ungültige Stimmen          | 612     | 2,7  |         |
| Wähler                                     | Wähler                     | 22.306  | 64,7 |         |
| Wahlberechtigte                            | Wahlberechtigte            | 34.482  |      |         |

### Livorno
| Listen                                     | Listen                      | Stimmen | %    | Mandate |
| ------------------------------------------ | --------------------------- | ------- | ---- | ------- |
|                                            | Partito Comunista Italiano  | 38.924  | 47,3 | 27      |
| Partito Socialista Italiano                | 8.447                       | 10,3    | 6    |         |
| ↳ Gesamt                                   | 47.371                      | 57,5    | 33   |         |
|                                            | Democrazia Cristiana        | 21.938  | 26,6 | 11      |
| Partito Socialista dei Lavoratori Italiani | 4.507                       | 5,5     | 2    |         |
| Partito Repubblicano Italiano              | 4.238                       | 5,1     | 2    |         |
| Partito Liberale Italiano                  | 2.807                       | 3,4     | 1    |         |
| ↳ Gesamt                                   | 33.490                      | 40,7    | 16   |         |
|                                            | Movimento Cristiano Sociale | 1.035   | 1,3  | 1       |
|                                            | Democrazia Nazionale        | 434     | 0,5  | –       |
| Gesamt                                     | Gesamt                      | 82.330  | 100  | 50      |
|                                            |                             |         |      |         |
| Ungültige Stimmen                          | Ungültige Stimmen           | 2.857   | 3,4  |         |
| Wähler                                     | Wähler                      | 85.187  | 90,1 |         |
| Wahlberechtigte                            | Wahlberechtigte             | 94.538  |      |         |

### Lucca
| Listen                      | Listen                                                       | Stimmen | %    | Mandate |
| --------------------------- | ------------------------------------------------------------ | ------- | ---- | ------- |
|                             | Democrazia Cristiana                                         | 27.486  | 53,6 | 26      |
|                             | Partito Comunista Italiano                                   | 8.105   | 15,8 | 5       |
| Partito Socialista Italiano | 3.682                                                        | 7,2     | 2    |         |
| ↳ Gesamt                    | 11.787                                                       | 23,0    | 7    |         |
|                             | Partito Socialista dei Lavoratori Italiani – PRI – PLI – PSU | 5.384   | 10,5 | 3       |
|                             | Movimento Sociale Italiano                                   | 3.942   | 7,7  | 2       |
|                             | Partito Nazionale Monarchico                                 | 2.688   | 5,2  | 2       |
| Gesamt                      | Gesamt                                                       | 51.287  | 100  | 40      |
|                             |                                                              |         |      |         |
| Ungültige Stimmen           | Ungültige Stimmen                                            | 3.780   | 6,9  |         |
| Wähler                      | Wähler                                                       | 55.067  | 88,2 |         |
| Wahlberechtigte             | Wahlberechtigte                                              | 62.410  |      |         |

### Massa
| Listen                                     | Listen                     | Stimmen | %    | Mandate |
| ------------------------------------------ | -------------------------- | ------- | ---- | ------- |
|                                            | Democrazia Cristiana       | 7.910   | 30,6 | 17      |
| Partito Repubblicano Italiano              | 2.271                      | 8,8     | 5    |         |
| Partito Socialista dei Lavoratori Italiani | 2.023                      | 7,8     | 4    |         |
| ↳ Gesamt                                   | 12.204                     | 47,2    | 26   |         |
|                                            | Partito Comunista Italiano | 5.469   | 21,2 | 6       |
| Partito Socialista Italiano                | 4.784                      | 18,5    | 5    |         |
| Unabhängige                                | 297                        | 1,1     | –    |         |
| ↳ Gesamt                                   | 10.550                     | 40,8    | 11   |         |
|                                            | Movimento Sociale Italiano | 2.671   | 10,3 | 3       |
|                                            | Unabhängige                | 421     | 1,6  | –       |
| Gesamt                                     | Gesamt                     | 25.846  | 100  | 40      |
|                                            |                            |         |      |         |
| Ungültige Stimmen                          | Ungültige Stimmen          | 1.755   | 6,4  |         |
| Wähler                                     | Wähler                     | 27.601  | 91,1 |         |
| Wahlberechtigte                            | Wahlberechtigte            | 30.291  |      |         |

### Pisa
| Listen                                     | Listen                     | Stimmen | %    | Mandate |
| ------------------------------------------ | -------------------------- | ------- | ---- | ------- |
|                                            | Democrazia Cristiana       | 15.819  | 32,3 | 18      |
| Partito Socialista dei Lavoratori Italiani | 2.974                      | 6,1     | 3    |         |
| Partito Repubblicano Italiano              | 2.483                      | 5,1     | 3    |         |
| Partito Liberale Italiano                  | 1.769                      | 3,6     | 2    |         |
| ↳ Gesamt                                   | 23.045                     | 47,1    | 26   |         |
|                                            | Partito Comunista Italiano | 16.104  | 32,9 | 9       |
| Partito Socialista Italiano                | 6.423                      | 13,1    | 3    |         |
| Unabhängige                                | 433                        | 0,9     | –    |         |
| ↳ Gesamt                                   | 22.960                     | 46,9    | 12   |         |
|                                            | Movimento Sociale Italiano | 2.917   | 6,0  | 2       |
| Gesamt                                     | Gesamt                     | 48.922  | 100  | 40      |
|                                            |                            |         |      |         |
| Ungültige Stimmen                          | Ungültige Stimmen          | 2.367   | 4,6  |         |
| Wähler                                     | Wähler                     | 51.289  | 93,2 |         |
| Wahlberechtigte                            | Wahlberechtigte            | 55.011  |      |         |

### Pistoia
| Listen                                     | Listen                     | Stimmen | %    | Mandate |
| ------------------------------------------ | -------------------------- | ------- | ---- | ------- |
|                                            | Partito Comunista Italiano | 18.707  | 39,1 | 20      |
| Partito Socialista Italiano                | 5.554                      | 11,6    | 6    |         |
| Unabhängige                                | 275                        | 0,6     | –    |         |
| ↳ Gesamt                                   | 24.536                     | 51,3    | 26   |         |
|                                            | Democrazia Cristiana       | 16.327  | 34,1 | 10      |
| Partito Socialista dei Lavoratori Italiani | 3.371                      | 7,0     | 2    |         |
| Partito Liberale Italiano                  | 1.228                      | 2,6     | 1    |         |
| Partito Repubblicano Italiano              | 751                        | 1,6     | –    |         |
| ↳ Gesamt                                   | 21.677                     | 45,3    | 13   |         |
|                                            | Movimento Sociale Italiano | 1.656   | 3,5  | 1       |
| Gesamt                                     | Gesamt                     | 47.869  | 100  | 40      |
|                                            |                            |         |      |         |
| Ungültige Stimmen                          | Ungültige Stimmen          | 2.731   | 5,4  |         |
| Wähler                                     | Wähler                     | 50.600  | 91,9 |         |
| Wahlberechtigte                            | Wahlberechtigte            | 55.037  |      |         |

### Siena
| Listen                                     | Listen                     | Stimmen | %    | Mandate |
| ------------------------------------------ | -------------------------- | ------- | ---- | ------- |
|                                            | Partito Comunista Italiano | 9.807   | 28,6 | 17      |
| Partito Socialista Italiano                | 5.304                      | 15,5    | 9    |         |
| Unabhängige                                | 310                        | 0,9     | –    |         |
| ↳ Gesamt                                   | 15.421                     | 45,0    | 26   |         |
|                                            | Democrazia Cristiana       | 12.359  | 36,0 | 9       |
| Partito Socialista dei Lavoratori Italiani | 1.485                      | 4,3     | 1    |         |
| Partito Repubblicano Italiano              | 1.187                      | 3,5     | 1    |         |
| Partito Liberale Italiano                  | 1.140                      | 3,3     | 1    |         |
| ↳ Gesamt                                   | 16.171                     | 47,2    | 12   |         |
|                                            | Movimento Sociale Italiano | 2.704   | 7,9  | 2       |
| Gesamt                                     | Gesamt                     | 34.296  | 100  | 40      |
|                                            |                            |         |      |         |
| Ungültige Stimmen                          | Ungültige Stimmen          | 1.172   | 3,3  |         |
| Wähler                                     | Wähler                     | 35.468  | 89,9 |         |
| Wahlberechtigte                            | Wahlberechtigte            | 39.431  |      |         |

### Ancona
| Listen                                     | Listen                     | Stimmen | %    | Mandate |
| ------------------------------------------ | -------------------------- | ------- | ---- | ------- |
|                                            | Democrazia Cristiana       | 12.046  | 25,0 | 13      |
| Partito Repubblicano Italiano              | 7.866                      | 16,3    | 9    |         |
| Partito Socialista dei Lavoratori Italiani | 2.848                      | 5,9     | 3    |         |
| Partito Liberale Italiano                  | 1.170                      | 2,4     | 1    |         |
| ↳ Gesamt                                   | 23.930                     | 49,7    | 26   |         |
|                                            | Partito Comunista Italiano | 14.369  | 29,8 | 8       |
| Partito Socialista Italiano                | 6.003                      | 12,5    | 3    |         |
| Unabhängige                                | 1.224                      | 2,5     | 1    |         |
| ↳ Gesamt                                   | 21.596                     | 44,8    | 12   |         |
|                                            | Movimento Sociale Italiano | 2.658   | 5,5  | 2       |
| Gesamt                                     | Gesamt                     | 48.184  | 100  | 40      |
|                                            |                            |         |      |         |
| Ungültige Stimmen                          | Ungültige Stimmen          | 2.234   | 4,4  |         |
| Wähler                                     | Wähler                     | 50.418  | 90,8 |         |
| Wahlberechtigte                            | Wahlberechtigte            | 55.505  |      |         |

### Ascoli Piceno
| Listen                                                    | Listen                                     | Stimmen | %    | Mandate |
| --------------------------------------------------------- | ------------------------------------------ | ------- | ---- | ------- |
|                                                           | Democrazia Cristiana                       | 7.710   | 33,9 | 22      |
| Partito Repubblicano Italiano – Partito Liberale Italiano | 1.492                                      | 6,6     | 4    |         |
| ↳ Gesamt                                                  | 9.202                                      | 40,5    | 26   |         |
|                                                           | Partito Socialista Italiano                | 4.789   | 21,1 | 5       |
| Partito Comunista Italiano                                | 2.445                                      | 10,8    | 3    |         |
| Unabhängige                                               | 345                                        | 1,5     | –    |         |
| ↳ Gesamt                                                  | 7.579                                      | 33,3    | 8    |         |
|                                                           | Movimento Sociale Italiano                 | 3.345   | 14,7 | 4       |
|                                                           | Partito Nazionale Monarchico               | 1.385   | 6,1  | 1       |
|                                                           | Partito Socialista dei Lavoratori Italiani | 1.222   | 5,4  | 1       |
| Gesamt                                                    | Gesamt                                     | 22.733  | 100  | 40      |
|                                                           |                                            |         |      |         |
| Ungültige Stimmen                                         | Ungültige Stimmen                          | 910     | 3,8  |         |
| Wähler                                                    | Wähler                                     | 23.643  | 82,1 |         |
| Wahlberechtigte                                           | Wahlberechtigte                            | 28.792  |      |         |

### Macerata
| Listen                        | Listen                                                    | Stimmen | %    | Mandate |
| ----------------------------- | --------------------------------------------------------- | ------- | ---- | ------- |
|                               | Democrazia Cristiana                                      | 8.253   | 47,1 | 21      |
| Partito Repubblicano Italiano | 2.032                                                     | 11,6    | 5    |         |
| ↳ Gesamt                      | 10.285                                                    | 58,7    | 26   |         |
|                               | Partito Comunista Italiano                                | 2.067   | 11,8 | 4       |
| Partito Socialista Italiano   | 2.003                                                     | 11,4    | 4    |         |
| ↳ Gesamt                      | 4.070                                                     | 23,2    | 8    |         |
|                               | Movimento Sociale Italiano – Partito Nazionale Monarchico | 1.480   | 8,5  | 3       |
|                               | Partito Socialista dei Lavoratori Italiani                | 1.314   | 7,5  | 2       |
|                               | Partito Liberale Italiano                                 | 360     | 2,1  | 1       |
| Gesamt                        | Gesamt                                                    | 17.509  | 100  | 40      |
|                               |                                                           |         |      |         |
| Ungültige Stimmen             | Ungültige Stimmen                                         | 1.128   | 6,1  |         |
| Wähler                        | Wähler                                                    | 18.637  | 90,2 |         |
| Wahlberechtigte               | Wahlberechtigte                                           | 20.671  |      |         |

### Pesaro
| Listen                                     | Listen                     | Stimmen | %    | Mandate |
| ------------------------------------------ | -------------------------- | ------- | ---- | ------- |
|                                            | Partito Comunista Italiano | 12.298  | 39,5 | 20      |
| Partito Socialista Italiano                | 3.282                      | 10,5    | 5    |         |
| Unabhängige                                | 479                        | 1,5     | 1    |         |
| ↳ Gesamt                                   | 16.059                     | 51,6    | 26   |         |
|                                            | Democrazia Cristiana       | 8.892   | 28,6 | 8       |
| Partito Socialista dei Lavoratori Italiani | 2.834                      | 9,1     | 3    |         |
| Partito Repubblicano Italiano              | 1.486                      | 4,8     | 1    |         |
| Partito Liberale Italiano                  | 804                        | 2,6     | 1    |         |
| ↳ Gesamt                                   | 14.016                     | 45,0    | 13   |         |
|                                            | Movimento Sociale Italiano | 1.045   | 3,4  | 1       |
| Gesamt                                     | Gesamt                     | 31.120  | 100  | 40      |
|                                            |                            |         |      |         |
| Ungültige Stimmen                          | Ungültige Stimmen          | 1.213   | 3,8  |         |
| Wähler                                     | Wähler                     | 32.333  | 92,9 |         |
| Wahlberechtigte                            | Wahlberechtigte            | 34.809  |      |         |

### Latina
| Listen                                     | Listen                        | Stimmen | %    | Mandate |
| ------------------------------------------ | ----------------------------- | ------- | ---- | ------- |
|                                            | Democrazia Cristiana          | 4.844   | 33,0 | 26      |
|                                            | Partito Socialista Italiano   | 2.052   | 14,0 | 3       |
| Partito Comunista Italiano                 | 1.301                         | 8,9     | 2    |         |
| Unabhängige                                | 358                           | 2,4     | –    |         |
| ↳ Gesamt                                   | 3.711                         | 25,3    | 5    |         |
|                                            | Movimento Sociale Italiano    | 3.214   | 21,9 | 5       |
|                                            | Partito Repubblicano Italiano | 1.085   | 7,4  | 2       |
| Partito Socialista dei Lavoratori Italiani | 848                           | 5,8     | 1    |         |
| Partito Liberale Italiano                  | 213                           | 1,5     | –    |         |
| ↳ Gesamt                                   | 2.146                         | 14,6    | 3    |         |
|                                            | Partito Nazionale Monarchico  | 561     | 3,8  | 1       |
|                                            | Unabhängige                   | 204     | 1,4  | –       |
| Gesamt                                     | Gesamt                        | 14.680  | 100  | 40      |
|                                            |                               |         |      |         |
| Ungültige Stimmen                          | Ungültige Stimmen             | 915     | 5,9  |         |
| Wähler                                     | Wähler                        | 15.595  | 87,0 |         |
| Wahlberechtigte                            | Wahlberechtigte               | 17.925  |      |         |

### Viterbo
| Listen                                                 | Listen                       | Stimmen | %    | Mandate |
| ------------------------------------------------------ | ---------------------------- | ------- | ---- | ------- |
|                                                        | Democrazia Cristiana         | 8.602   | 35,4 | 22      |
| Partito Socialista dei Lavoratori Italiani – PRI – PLI | 1.702                        | 7,0     | 4    |         |
| ↳ Gesamt                                               | 10.304                       | 42,4    | 26   |         |
|                                                        | Partito Comunista Italiano   | 4.130   | 17,0 | 4       |
| Unabhängige                                            | 3.124                        | 12,9    | 3    |         |
| Partito Socialista Italiano                            | 2.277                        | 9,4     | 3    |         |
| ↳ Gesamt                                               | 9.531                        | 39,2    | 10   |         |
|                                                        | Movimento Sociale Italiano   | 3.290   | 13,5 | 3       |
|                                                        | Partito Nazionale Monarchico | 1.175   | 4,8  | 1       |
| Gesamt                                                 | Gesamt                       | 24.300  | 100  | 40      |
|                                                        |                              |         |      |         |
| Ungültige Stimmen                                      | Ungültige Stimmen            | 1.003   | 4,0  |         |
| Wähler                                                 | Wähler                       | 25.303  | 91,2 |         |
| Wahlberechtigte                                        | Wahlberechtigte              | 27.758  |      |         |

### Chieti
| Listen                      | Listen                                                                     | Stimmen | %    | Mandate |
| --------------------------- | -------------------------------------------------------------------------- | ------- | ---- | ------- |
|                             | Democrazia Cristiana                                                       | 7.160   | 36,8 | 26      |
|                             | Partito Comunista Italiano                                                 | 2.553   | 13,1 | 3       |
| Partito Socialista Italiano | 1.384                                                                      | 7,1     | 2    |         |
| Unabhängige                 | 204                                                                        | 1,0     | –    |         |
| ↳ Gesamt                    | 4.141                                                                      | 21,3    | 5    |         |
|                             | Partito Liberale Italiano – Partito Nazionale Monarchico                   | 3.630   | 18,7 | 4       |
|                             | Movimento Sociale Italiano                                                 | 3.617   | 18,6 | 4       |
|                             | Partito Socialista dei Lavoratori Italiani – Partito Repubblicano Italiano | 883     | 4,5  | 1       |
| Gesamt                      | Gesamt                                                                     | 19.431  | 100  | 40      |
|                             |                                                                            |         |      |         |
| Ungültige Stimmen           | Ungültige Stimmen                                                          | 1.164   | 5,7  |         |
| Wähler                      | Wähler                                                                     | 20.595  | 85,5 |         |
| Wahlberechtigte             | Wahlberechtigte                                                            | 24.090  |      |         |

### L’Aquila
| Listen                                     | Listen                      | Stimmen | %    | Mandate |
| ------------------------------------------ | --------------------------- | ------- | ---- | ------- |
|                                            | Democrazia Cristiana        | 6.867   | 26,6 | 17      |
| Partito Liberale Italiano                  | 1.802                       | 7,0     | 4    |         |
| Partito Socialista dei Lavoratori Italiani | 1.623                       | 6,3     | 4    |         |
| Partito Repubblicano Italiano              | 513                         | 2,0     | 1    |         |
| ↳ Gesamt                                   | 10.805                      | 41,8    | 26   |         |
|                                            | Partito Comunista Italiano  | 4.729   | 18,3 | 5       |
| Partito Socialista Italiano                | 2.803                       | 10,8    | 3    |         |
| Unabhängige                                | 386                         | 1,5     | –    |         |
| ↳ Gesamt                                   | 7.918                       | 30,6    | 8    |         |
|                                            | Movimento Sociale Italiano  | 4.792   | 18,5 | 4       |
| Partito Nazionale Monarchico               | 922                         | 3,6     | 1    |         |
| ↳ Gesamt                                   | 5.714                       | 22,1    | 5    |         |
|                                            | Partito Socialista Unitario | 1.427   | 5,5  | 1       |
| Gesamt                                     | Gesamt                      | 25.864  | 100  | 40      |
|                                            |                             |         |      |         |
| Ungültige Stimmen                          | Ungültige Stimmen           | 1.543   | 5,6  |         |
| Wähler                                     | Wähler                      | 27.407  | 79,0 |         |
| Wahlberechtigte                            | Wahlberechtigte             | 34.673  |      |         |

### Pescara
| Listen                                     | Listen                       | Stimmen | %    | Mandate |
| ------------------------------------------ | ---------------------------- | ------- | ---- | ------- |
|                                            | Partito Comunista Italiano   | 8.826   | 26,0 | 16      |
| Partito Socialista Italiano                | 5.113                        | 15,1    | 9    |         |
| Unabhängige                                | 829                          | 2,4     | 1    |         |
| ↳ Gesamt                                   | 14.768                       | 43,5    | 26   |         |
|                                            | Democrazia Cristiana         | 8.528   | 25,1 | 7       |
| Partito Socialista dei Lavoratori Italiani | 1.477                        | 4,4     | 1    |         |
| Partito Repubblicano Italiano              | 406                          | 1,2     | –    |         |
| Unabhängige                                | 168                          | 0,5     | –    |         |
| ↳ Gesamt                                   | 10.579                       | 31,2    | 8    |         |
|                                            | Movimento Sociale Italiano   | 5.729   | 16,9 | 4       |
|                                            | Partito Nazionale Monarchico | 2.230   | 6,6  | 2       |
|                                            | Fronte dell’Uomo Qualunque   | 346     | 1,0  | –       |
|                                            | Unabhängige                  | 279     | 0,8  | –       |
| Gesamt                                     | Gesamt                       | 33.931  | 100  | 40      |
|                                            |                              |         |      |         |
| Ungültige Stimmen                          | Ungültige Stimmen            | 1.166   | 3,3  |         |
| Wähler                                     | Wähler                       | 35.097  | 86,9 |         |
| Wahlberechtigte                            | Wahlberechtigte              | 40.406  |      |         |

### Teramo
| Listen                                                 | Listen                                                    | Stimmen | %    | Mandate |
| ------------------------------------------------------ | --------------------------------------------------------- | ------- | ---- | ------- |
|                                                        | Democrazia Cristiana                                      | 7.945   | 42,7 | 23      |
| Partito Socialista dei Lavoratori Italiani – PRI – PLI | 893                                                       | 4,8     | 3    |         |
| ↳ Gesamt                                               | 8.838                                                     | 47,5    | 26   |         |
|                                                        | Partito Comunista Italiano                                | 4.894   | 26,3 | 7       |
| Partito Socialista Italiano                            | 2.041                                                     | 11,0    | 3    |         |
| Unabhängige                                            | 411                                                       | 2,2     | –    |         |
| ↳ Gesamt                                               | 7.346                                                     | 39,5    | 10   |         |
|                                                        | Movimento Sociale Italiano – Partito Nazionale Monarchico | 2.422   | 13,0 | 3       |
| Gesamt                                                 | Gesamt                                                    | 18.606  | 100  | 39      |
|                                                        |                                                           |         |      |         |
| Ungültige Stimmen                                      | Ungültige Stimmen                                         | 1.123   | 5,7  |         |
| Wähler                                                 | Wähler                                                    | 19.729  | 81,6 |         |
| Wahlberechtigte                                        | Wahlberechtigte                                           | 24.172  |      |         |

### Brindisi
| Listen                                                 | Listen                        | Stimmen | %    | Mandate |
| ------------------------------------------------------ | ----------------------------- | ------- | ---- | ------- |
|                                                        | Partito Socialista Italiano   | 4.869   | 18,8 | 13      |
| Partito Comunista Italiano                             | 4.377                         | 16,9    | 12   |         |
| Unabhängige                                            | 160                           | 0,6     | 1    |         |
| Piccoli Agricoltori                                    | 157                           | 0,6     | –    |         |
| ↳ Gesamt                                               | 9.563                         | 36,9    | 26   |         |
|                                                        | Democrazia Cristiana          | 6.020   | 23,2 | 5       |
| Partito Socialista dei Lavoratori Italiani             | 1.163                         | 4,5     | 1    |         |
| Partito Liberale Italiano – Fronte dell’Uomo Qualunque | 923                           | 3,6     | 1    |         |
| ↳ Gesamt                                               | 8.106                         | 31,3    | 7    |         |
|                                                        | Partito Nazionale Monarchico  | 4.151   | 16,0 | 4       |
| Movimento Sociale Italiano                             | 3.534                         | 13,6    | 3    |         |
| ↳ Gesamt                                               | 7.685                         | 29,7    | 7    |         |
|                                                        | Partito Repubblicano Italiano | 361     | 1,4  | –       |
| Unabhängige                                            | 189                           | 0,7     | –    |         |
| ↳ Gesamt                                               | 550                           | 2,1     | –    |         |
| Gesamt                                                 | Gesamt                        | 25.904  | 100  | 40      |
|                                                        |                               |         |      |         |
| Ungültige Stimmen                                      | Ungültige Stimmen             | 1.744   | 6,3  |         |
| Wähler                                                 | Wähler                        | 27.648  | 87,1 |         |
| Wahlberechtigte                                        | Wahlberechtigte               | 31.727  |      |         |

### Lecce
| Listen                                                 | Listen                       | Stimmen | %    | Mandate |
| ------------------------------------------------------ | ---------------------------- | ------- | ---- | ------- |
|                                                        | Partito Nazionale Monarchico | 7.876   | 26,7 | 19      |
| Fronte dell’Uomo Qualunque                             | 2.786                        | 9,5     | 7    |         |
| ↳ Gesamt                                               | 10.662                       | 36,2    | 26   |         |
|                                                        | Democrazia Cristiana         | 7.036   | 23,9 | 5       |
| Partito Socialista dei Lavoratori Italiani – PRI – PLI | 1.880                        | 6,4     | 2    |         |
| Unabhängige                                            | 211                          | 0,7     | –    |         |
| ↳ Gesamt                                               | 9.127                        | 31,0    | 7    |         |
|                                                        | Partito Comunista Italiano   | 4.183   | 14,2 | 3       |
| Partito Socialista Italiano                            | 1.652                        | 5,6     | 1    |         |
| ↳ Gesamt                                               | 5.835                        | 19,8    | 4    |         |
|                                                        | Movimento Sociale Italiano   | 3.839   | 13,0 | 3       |
| Gesamt                                                 | Gesamt                       | 29.463  | 100  | 40      |
|                                                        |                              |         |      |         |
| Ungültige Stimmen                                      | Ungültige Stimmen            | 1.547   | 5,0  |         |
| Wähler                                                 | Wähler                       | 31.010  | 80,7 |         |
| Wahlberechtigte                                        | Wahlberechtigte              | 38.444  |      |         |

### Tarent
| Listen                       | Listen                                                                  | Stimmen | %    | Mandate |
| ---------------------------- | ----------------------------------------------------------------------- | ------- | ---- | ------- |
|                              | Partito Comunista Italiano                                              | 26.890  | 35,1 | 25      |
| Partito Socialista Italiano  | 8.008                                                                   | 10,5    | 7    |         |
| Unabhängige                  | 609                                                                     | 0,8     | 1    |         |
| ↳ Gesamt                     | 35.507                                                                  | 46,4    | 33   |         |
|                              | Democrazia Cristiana – Partito Socialista dei Lavoratori Italiani – PRI | 22.044  | 28,8 | 9       |
| Blocco Nazionale Democratico | 9.063                                                                   | 11,8    | 4    |         |
| ↳ Gesamt                     | 31.107                                                                  | 40,7    | 13   |         |
|                              | Movimento Sociale Italiano                                              | 9.385   | 12,3 | 4       |
|                              | Unabhängige                                                             | 506     | 0,7  | –       |
| Gesamt                       | Gesamt                                                                  | 76.505  | 100  | 50      |
|                              |                                                                         |         |      |         |
| Ungültige Stimmen            | Ungültige Stimmen                                                       | 2.555   | 3,2  |         |
| Wähler                       | Wähler                                                                  | 79.060  | 82,2 |         |
| Wahlberechtigte              | Wahlberechtigte                                                         | 96.122  |      |         |

## Bibliografie
- Ministero dell’interno, Direzione centrale per i servizi elettorali, Banca dati